# Calamintha
Calamintha  é um gênero botânico da família Lamiaceae, nativo das regiões temperadas da Europa e Ásia.

## Nome e referências
Calamintha P. Miller, 1754